# Communicatio
Communicatio (łac. commūnicātiō, gr. ἀνακοίνωσις anakoínōsis, pol. pozorowana narada) – figura retoryczna, odwołanie się mówcy do słuchaczy, oddanie im sprawy do rozstrzygnięcia.